# Oskar Näumann
Oskar Wilhelm Traugott Näumann (Berlino, 3 luglio 1876 – Berlino, 8 marzo 1937) è stato un ginnasta tedesco.
Partecipò ai Giochi della II Olimpiade che si svolsero a Parigi nel 1900. Prese parte all'unica gara di ginnastica in programma, in cui si ritirò.